# Sandro Rosell
Alexandre Rosell i Feliu, noto semplicemente come Sandro Rosell (Barcellona, 6 marzo 1964), è un dirigente sportivo spagnolo.
È principalmente conosciuto per essere stato il presidente della squadra calcistica spagnola del Barcellona dal 2010 al 2014.

## Biografia

### Elezioni del Barcellona del 2003
Rosell e Joan Laporta unirono le forze nel 2003 al fine di sostenere quest'ultimo per farlo eleggere Presidente del Barcellona. Dopo aver vinto tali elezioni in maniera netta, Rosell non mantenne la promessa fatta in campagna elettorale, ovvero quella di portare il calciatore inglese David Beckham alla corte blaugrana. Il giocatore finì invece per passare ai rivali del Real Madrid, ma Rosell era convinto che all'80% il trasferimento si sarebbe concluso con il passaggio di Beckham al Barcellona. La società decise allora di virare le proprie attenzioni verso il giocatore del Paris Saint-Germain, il brasiliano Ronaldinho.
Rosell si dimise da vicepresidente della squadra nel giugno del 2005, nonostante il Barça avesse vinto il campionato in quell'annata.

### Dimissioni del 2005
In seguito alle dimissioni del 2005 scrisse un libro, Benvingut al món real, durante il periodo in cui il Barcellona si apprestava a vincere la Champions League. Non si presentò poi alle nuove elezioni del 2006, ma sostenne Laporta nello scegliere Josep Guardiola come allenatore e nel sottoscrivere un accordo con l'UNICEF.

### Elezioni del 2010
Il 27 giugno 2008 Rosell annunciò in una conferenza stampa di avere intenzione di candidarsi alle elezioni del 2010 dopo il mandato di Laporta. Il 13 giugno 2010 venne eletto Presidente della società blugrana con più del 60% delle preferenze dei membri del club, con decorrenza dal 1º luglio seguente. Dopo il caso Neymar, secondo il quale quest'ultimo è stato comprato per un prezzo superiore a quanto dichiarato, si dimise dall'incarico di Presidente del Barcellona. Nella stagione sportiva 2012-2013 è stato inoltre vicepresidente dell'Eca, l'European Club Association.